# Bojan Križaj
Bojan Križaj, né le 3 janvier 1957 à Kranj en Slovénie, est un skieur alpin yougoslave, originaire de Trzic.

## Palmarès

### Jeux olympiques
| Édition / Épreuve   | Descente | Super G                          | Slalom géant | Slalom      | Combiné                          |
| ------------------- | -------- | -------------------------------- | ------------ | ----------- | -------------------------------- |
| JO 1976 Innsbruck   | —        | Épreuve inexistante à cette date | 18e          | Abandon     | Épreuve inexistante à cette date |
| JO 1980 Lake Placid | —        | Épreuve inexistante à cette date | 4e           | Disqualifié | Épreuve inexistante à cette date |
| JO 1984 Sarajevo    | —        | Épreuve inexistante à cette date | 9e           | 7e          | Épreuve inexistante à cette date |
| JO 1988 Calgary     | —        | —                                | —            | Non-partant | —                                |

### Championnats du monde
| Édition / Épreuve                    | Descente | Super G                          | Slalom géant | Slalom      | Combiné     |
| ------------------------------------ | -------- | -------------------------------- | ------------ | ----------- | ----------- |
| JO 1976 Innsbruck                    | —        | Épreuve inexistante à cette date | 18e          | Abandon     | —           |
| Mondiaux 1978 Garmisch-Partenkirchen | —        | Épreuve inexistante à cette date | Abandon      | Abandon     | —           |
| JO 1980 Lake Placid                  | —        | Épreuve inexistante à cette date | 4e           | Disqualifié | —           |
| Mondiaux 1982 Schladming             | —        | Épreuve inexistante à cette date | 7e           | Argent      | Disqualifié |
| Mondiaux 1985 Bormio                 | —        | Épreuve inexistante à cette date | 8e           | 5e          | —           |
| Mondiaux 1987 Crans-Montana          | —        | —                                | —            | 6e          | —           |

### Coupe du monde
- Meilleur résultat au classement général : 4e en 1980
  - Vainqueur de la coupe du monde de slalom en 1987
  - 8 victoires : 8 slaloms
  - 33 podiums

#### Différents classements en coupe du monde
| Saison / Épreuve | Saison / Épreuve | Général | Général | Slalom | Slalom | Géant  | Géant  | Combiné | Combiné |
| ---------------- | ---------------- | ------- | ------- | ------ | ------ | ------ | ------ | ------- | ------- |
| Saison / Épreuve | Saison / Épreuve | Class.  | Points  | Class. | Points | Class. | Points | Class.  | Points  |
| 1977             | 1977             | 43e     | 15      | 15e    | 12     | 22e    | 3      | -       | -       |
| 1978             | 1978             | 20e     | 31      | 11e    | 20     | 12e    | 12     | -       | -       |
| 1979             | 1979             | 8e      | 106     | 12e    | 49     | 3e     | 96     | -       | -       |
| 1980             | 1980             | 4e      | 131     | 2e     | 88     | 6e     | 56     | -       | -       |
| 1981             | 1981             | 6e      | 137     | 3e     | 80     | 15e    | 40     | 12e     | 17      |
| 1982             | 1982             | 9e      | 108     | 6e     | 63     | 8e     | 45     | -       | -       |
| 1983             | 1983             | 9e      | 112     | 5e     | 78     | 20e    | 22     | 15e     | 12      |
| 1984             | 1984             | 10e     | 106     | 5e     | 66     | 17e    | 34     | 31e     | 106     |
| 1985             | 1985             | 10e     | 101     | 6e     | 69     | 22e    | 22     | 20e     | 10      |
| 1986             | 1986             | 15e     | 115     | 2e     | 100    | 19e    | 15     | -       | -       |
| 1987             | 1987             | 9e      | 90      | 1er    | 105    | -      | -      | -       | -       |
| 1988             | 1988             | 51e     | 21      | 16e    | 21     | -      | -      | -       | -       |

#### Détail des victoires
| Saison / Épreuve | Slalom                  | Total |
| 1980             | Wengen                  | 1     |
| 1981             | Wengen                  | 1     |
| 1982             | Kranjska Gora           | 1     |
| 1983             | Le Markstein            | 1     |
| 1985             | Madonna di Campiglio    | 1     |
| 1986             | Bromont                 | 1     |
| 1987             | Kranjska Gora Kitzbühel | 2     |
| Total            | 8                       | 8     |

### Arlberg-Kandahar
- Meilleur résultat : 2e place dans le slalom 1980 à Chamonix.